# Золоті жуки
«Золоті жуки» (англ. Golden Bugs) — науково-фантастична повість Кліффорда Сімака, вперше опублікована журналом «Fantasy & Science Fiction» в червні 1960 року.

## Сюжет
Музичні машини винахідника Артура Белсена своїм звуком турбували всіх його сусідів.
Елен — дружина його сусіда стахового агента Рендола Марсдена, доручила чоловікові вивести з їхнього будинку мурах та ос.  
В той час їхний син Біл, заохочуваний до ентомології іншим сусідом доктором Добі Велсом, спіймав в пластикову коробку золотого жука невідомого виду і вирішив показати його батькам.
Жук не справив ни них враження і Біллі вирішив віднести його доктору Велсу.
Коли Рендол був в своєму офісі, подзвонила Елен і повідомила, що їхню клумбу жоржин знищила кам'яна брила.
Рендол повернувся додому і не знайшов слідів того як брила потрапила в клумбу.
Коли ж він вирішив провести дезінсекцію, то мурах не виявилося, на золотих жуків інсектициди не діяли, а оси вже були мертві.
Сусідський хлопчина Томмі розповів Марсденам, що їхня брила з агату, хоча таких великих каменів агату в природі не зустрічається. Але камінь виявився дещо легшим ніж мав бути.
Потім до них завітав доктор Велс і повідомив, що, на жаль, жука Біллі йому не вдалося класифікувати, і він за будовою більше схожий на черепашку.
Містер Марсден пообіцяв зловити йому ще декілька таких жуків для вивчення.
Потім завітав містер Белсен і переконав їх змайструвати сигналізацію з сиреною для такого коштовного каменя.
Коли посеред ночі спрацювала сирена через заплутаного в дротах сигналізації пса, переляканий Марсден вибігаючи з дому виявив, що його холодильник перемістився з кухні в кімнату.
Повернувши холодильник в кухню, Марсден повернувся в спальню, вирішивши подумати над цією загадкою завтра.
Наступного дня в його офісі з'явився геолог-любитель Крістіан Бар і запропонував йому $2000 за глибу. При детальному огляді брила виявилась пустотілою з акуратним однодюймовим отвором.
Марсден не погодився, підозрюючи більшу цінність брили.
Тут його покликала дружина і показала, як золоті жуки відмінно прибирають бруд в будинку.
Вони одразу стали їй подобатись і вона вирішила поділитись ними зі своєю подругою.
В гаражі Марсден застав Біллі з Томом які придумали власний спосіб полювання на жуків: їх приманювали маленькими камінчиками агата з колекції Томмі і ловили в пластикові пастки.
Всі інші матеріали не підходили для пасток, бо жуки проробляли в них дірки.
Наляканий Марсден попросив дружину і хлопців не поспішати реалізовувати свої плани.
Він поділився своєю здогадкою про неземне походження жуків. Для хлопців це не було новиною, за їхнім припущенням, глиба агату була їхнім космічним кораблем а заодно і їжею. 
Марсден відвідав доктора Велса, який повідомив йому, що жуки є виключно кристалічною формою життя без органіки. І застеріг про їхню небезпеку, оскільки через їхню відмінну будову, вони не підуть на контакт з людиною. Велс запропонував евакуювати місцевих і знищити околиці ядерним вибухом.
Повернувшись додому Марсден побачив як хтось викидає його поламані меблі з будинку. Жуки збирали метал з усіх речей дому, викидуючи все зайве.
Марсден вирішив вигнати їх, але Велс порадив не провокувати. Геолог Бар знову став пропонувати Марсдену великі гроші за брилу.
Марсден викликав поліцію, але жуки почали телекінезом зривати з поліцейських машин деталі і заносити в будинок.
Вони як кулі вражали всіх хто наближався до них.
Сусіди почали непокоїтись, що жуки закінчивши з металом у Марсденів, перекинуться на їхні будинки.
Не розгубився тільки Артур Белсен, який з допомогою Марсдена, притягнув одну зі своїх музичних машин, яка видавши потрібну звукову частоту, зруйнувала всіх жуків.
Коли Марсден вирішив таки продати агатову глибу, він виявив, що вона теж розсипалась в пил.